# Bășicată
Bășicată este un vechi soi românesc de struguri albi obținut prin selecție populară care a format în trecut baza viilor în Podgoria Dealu Mare, echivalentul Crâmpoșiei din Podgoria Drăgășani. Acest soi este unul din cele mai vechi soiuri autohtone întâlnit numai în spațiul românesc. Este menționat în L’Ampelographie universalle, Pierre Vialla și Victor Vermorel, 1901-1910, prin contribuția lui Nicoleanu Gheorghe. În prezent, acest soi este aproape dispărut.

## Sinonime
Soiul mai era cunoscut sub numele de Alb, Bășicată albă, Bășicată acră, Bășicată verde sau Bășicată de Dealu Mare.

## Caracteristici morfologice
Boabele sunt sferice, de culoare verde-gălbui, ruginii pe partea expusă de soare. Pielița este groasă acoperită cu pruină persistentă și numeroase puncte ruginii caracteristice soiului de la care provine și numele soiului. Strugurii sunt asemănători cu Ardeleanca. Se presupune că este un soi înrudit cu Crâmpoșia. Este un soi atât de masă, cât și de vin. Bășicată este un soi autofertil putând fi folosit ca polenizator pentru soiurile deficitare.

## Caracteristici tehnologice
Producția de struguri este mare, de peste 20 t/ha. Coacerea are loc la sfârșitul lunii septembrie, dar poate continua în toată luna octombrie. Cantitatea de zahăr acumulată atinge rar 170 g/l, dar aciditatea este foarte mare ajungând chiar la 9 g/l, motiv pentru care uneori i se spune Bășicata acră. Datorită acestei acidități se se recomandă cupajarea cu alte soiuri mai puțin acide. De asemenea, pot fi folosite la obținerea vinurilor spumante și a distilatelor de vin de calitate. Se recomandă a fi servite la începutul mesei, ca aperitiv, sau la preparatele pe bază de pește și pasăre.

## Particularități agrotehnice
Este un soi cu coacere târzie, recomandat a fi cultivat pe pantele bine însorite. 

## Zonarea
Bășicată era un soi specific Podgoriei Dealu Mare, dar se putea întâlni și pe dealurile din fostele județe Muscel și Dâmbovița.